# Łódź Widzew
Łódź Widzew – trzeci co do wielkości dworzec kolejowy i stacja węzłowa w Łodzi, ulokowana na trasie z Łodzi Fabrycznej do Koluszek, w obrębie łódzkiej kolei obwodowej. Według klasyfikacji PKP ma kategorię dworca aglomeracyjnego. Zatrzymują się tu wszystkie przejeżdżające pociągi pospieszne i osobowe.

## Ruch pasażerski
| Rok  | Wymiana roczna | Wymiana pasażerska na dobę | Miejsce w Polsce |
| ---- | -------------- | -------------------------- | ---------------- |
| 2017 | 1 930 000      | 5300                       | 45.              |
| 2018 | 2 480 000      | 6800                       | 33.              |
| 2019 | 2 740 000      | 7500                       | 34.              |
| 2020 | 1 720 000      | 4700                       | 31.              |
| 2021 | 2 410 000      | 6600                       | 28.              |
| 2022 | 3 577 000      | 9800                       | 27.              |
| 2023 | 3 630 000      | 9950                       | 31.              |

## Historia
Droga Żelazna Fabryczno-Łódzka (dziś linia kolejowa nr 17) na której znajduje się dworzec powstała już w 1865, jednak budowę stacji Widzew rozpoczęto dopiero w 1901, 3 lata po wybudowaniu kolei obwodowej, a jej oddanie nastąpiło w roku 1903. Od początku stacja stanowiła jeden z najistotniejszych elementów, nowo powstałej obwodnicy odciążającej obecne centrum miasta od ruchu kolejowego, dzięki której miała połączenia z dworcami Chojny i Łódź Kaliska. Począwszy od 15 listopada 1931 roku, prócz głównej linii, Widzew posiadał również bezpośrednie połączenie pasażerskie ze Zgierzem (przez Łódź Stoki, Łódź Radogoszcz i Łódź Arturówek) i Kutnem (m.in. przez Ozorków i Łęczycę), jego zamknięcie nastąpiło jednak w roku 1988. Po włączeniu, w 1915, Widzewa do Łodzi, nazwę stacji przemianowano na znaną obecnie. W latach 1954–1970 dokonano stopniowej elektryfikacji przebiegającej przez dworzec linii. Trwało to tak długo ponieważ Łódź Widzew posiada bardzo rozbudowany układ torów – na wysokości dworca biegnie ich obecnie aż 16 (nie ma jednak możliwości przejazdu na wprost). Wtedy również diametralnie zmieniło się otoczenie dworca: wcześniej znajdował się on z dala od większych skupisk ludzkich (miasto praktycznie kończyło się 2 kilometry na zachód, na linii wyznaczonej przez kolej obwodową), w latach 70 XX wieku wyrosło wokół niego wybudowane z wielkiej płyty osiedle Widzew Wschód.
W roku 1989 rozebrano torowisko biegnące po należącej do dworca górce rozrządowej. W 1993 odsłonięto, na południowej ścianie dworca, tablicę pamiątkową upamiętniającą czworo harcerzy poległych w tym miejscu 4 września 1939. Rok 2003, przyniósł gruntowny remont budynku dworcowego, pretekstem ku temu była setna rocznica powstania stacji. Wyburzono wówczas jeden z pobocznych budynków dworcowych (jego miejsce zajął parking), odsłonięto również kolejną tablicę pamiątkową (tym razem na ścianie północnej, wychodzącej na peron). Wyrażać ona miała podziękowanie dla budowniczych stacji oraz wszystkich pracowników kolejowych związanych z nią w ciągu 100 lat istnienia.

## Parowóz
Do 2003 roku na peronie dworca stał, w charakterze pomnika, zabytkowy parowóz Tkh 5376 „Ferrum” wybudowany w 1956 w Fabryce Lokomotyw im. F. Dzierżyńskiego w Chrzanowie, Fablok wraz z krytym wagonikiem. Początkowo był to wagon produkcji węgierskiej typu „Weitzer” z 1910 roku należący do Polskiego Stowarzyszenia Miłośników Kolei, z czasem przeniesiono go do zabytkowej parowozowni w Skierniewicach. Zastąpiono go innym typem krytym tzw. „Unrą” należącym do PKP. Charakterystyczny, niszczejący zabytek zniknął z peronu na początku XXI wieku – znalazł się on w posiadaniu właściciela jednej z firm odzieżowych mających swoją siedzibę na terenie dawnych zakładów Anilana. Od 2007 roku parowóz znajduje się w byłych zakładach „Morfeo” w Ozorkowie.

## Modernizacja
7 stycznia 2010 roku rozpoczęła się gruntowna przebudowa dworca. W przeciągu kilku miesięcy budynek został rozbudowany. Zburzone skrzydło zostało odbudowane, pojawiła się nowa elewacja wraz z dociepleniem (z zachowaniem oryginalnego detalu), dach pokryto blachodachówką. Usunięto starą, zdewastowaną zabudowę wokół dworca oraz zaniedbane krzewy, a w ich miejscu, po obu stronach stacji pojawiły się 2 parkingi na 150 samochodów każdy, postój taksówek, pętla autobusowa oraz przystanek przelotowy. Przebudowano na ten cel także układ drogowy (ul. Służbową, Maszynową i Augustów). W dwa razy większym niż dotychczas budynku znalazło się miejsce na pięć kas biletowych, automaty do sprzedaży biletów, poczekalnię, kiosk, punkt gastronomiczny, toalety przystosowane dla osób niepełnosprawnych, Centrum Informacji Turystycznej, skrytki bagażowe i bankomat. Remont dworca związany był z przejęciem ruchu kolejowego na czas budowy podziemnego dworca Łódź Fabryczna. Modernizację zakończono 23 października 2010 roku.
W ramach II etapu przebudowy linii Łódź-Warszawa w lipcu 2012 roku rozpoczęła się przebudowa peronów (ich liczba wzrosła do 3, a krawędzi peronowych do 6), które w całości są zadaszone. Prowadzi do nich przejście podziemne oraz windy dla osób niepełnosprawnych. Wymieniona została całkowicie sieć trakcyjna, urządzenia sterowania ruchem kolejowym i telekomunikacji. Liczba torów miała być ograniczona do 10. Dzięki modernizacjom Łódź Widzew jest najnowocześniejszym po Łodzi Fabrycznej dworcem w Łodzi.
Od 2014 roku znajduje się tu zaplecze techniczne Łódzkiej Kolei Aglomeracyjnej, w której utrzymywany jej tabor.
Od 11 grudnia 2016 roku jest jedną z ważniejszych stacji na trasach do dworca Łódź Fabryczna. Około 300 metrów za stacją Łódź Niciarniana zaczyna się tunel średnicowy biegnący pod centrum Łodzi. Droga pomiędzy Nowym Centrum Łodzi i Widzewem zajmuje teraz około 10 minut.

## Komunikacja
Bezpośredni dojazd do dworca zapewniony jest następującymi liniami autobusowymi:
- Przelotowo: W, N1A, N1B
- Jako przystanek końcowy: 69A, 69B, 75A, 75B, 82A, 82B

W znacznej odległości od dworca znajdują się przystanki tramwajowe przy rondzie Inwalidów, obsługiwane przez linie 8, 9, 10A, 10B oraz przystanki autobusowe – linie: 80A, 80C, 201, 202, Z7, N5A, N5B. System informacji pasażerskiej MPK Łódź wymienia nazwę stacji wraz z nazwą przystanku.

## Galeria

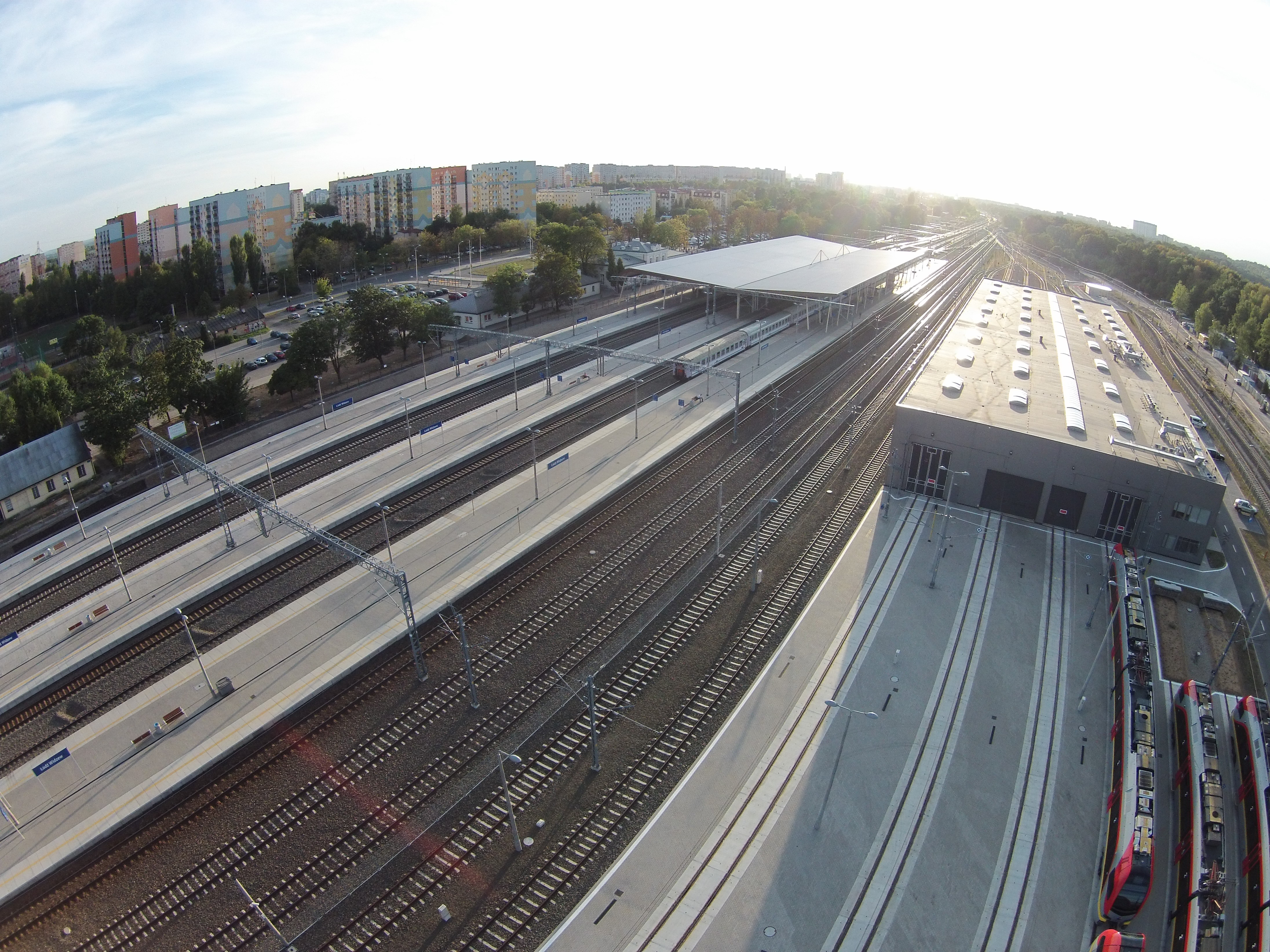
Stacja z lotu ptaka (2015)
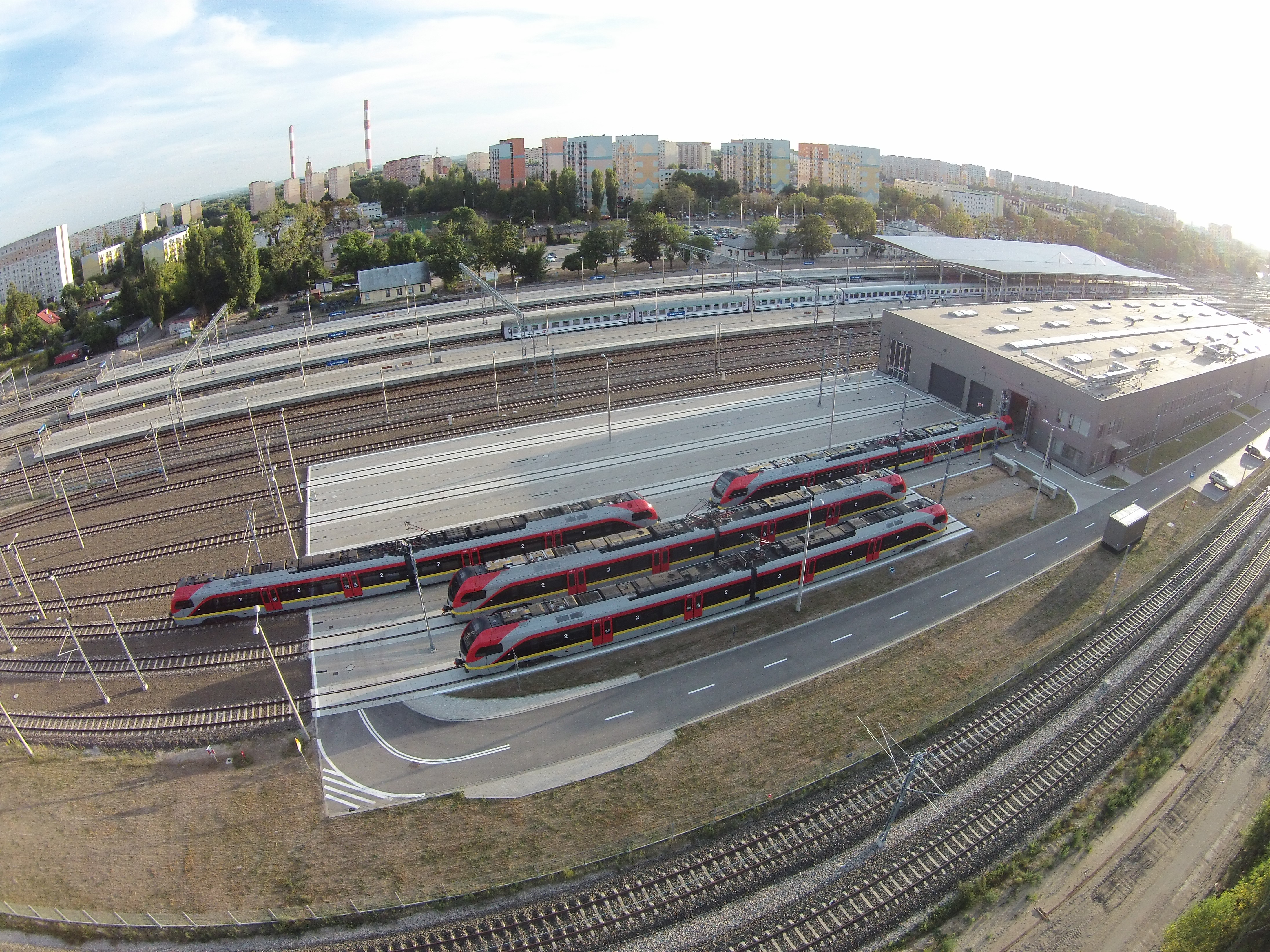
Stacja z lotu ptaka (2015)
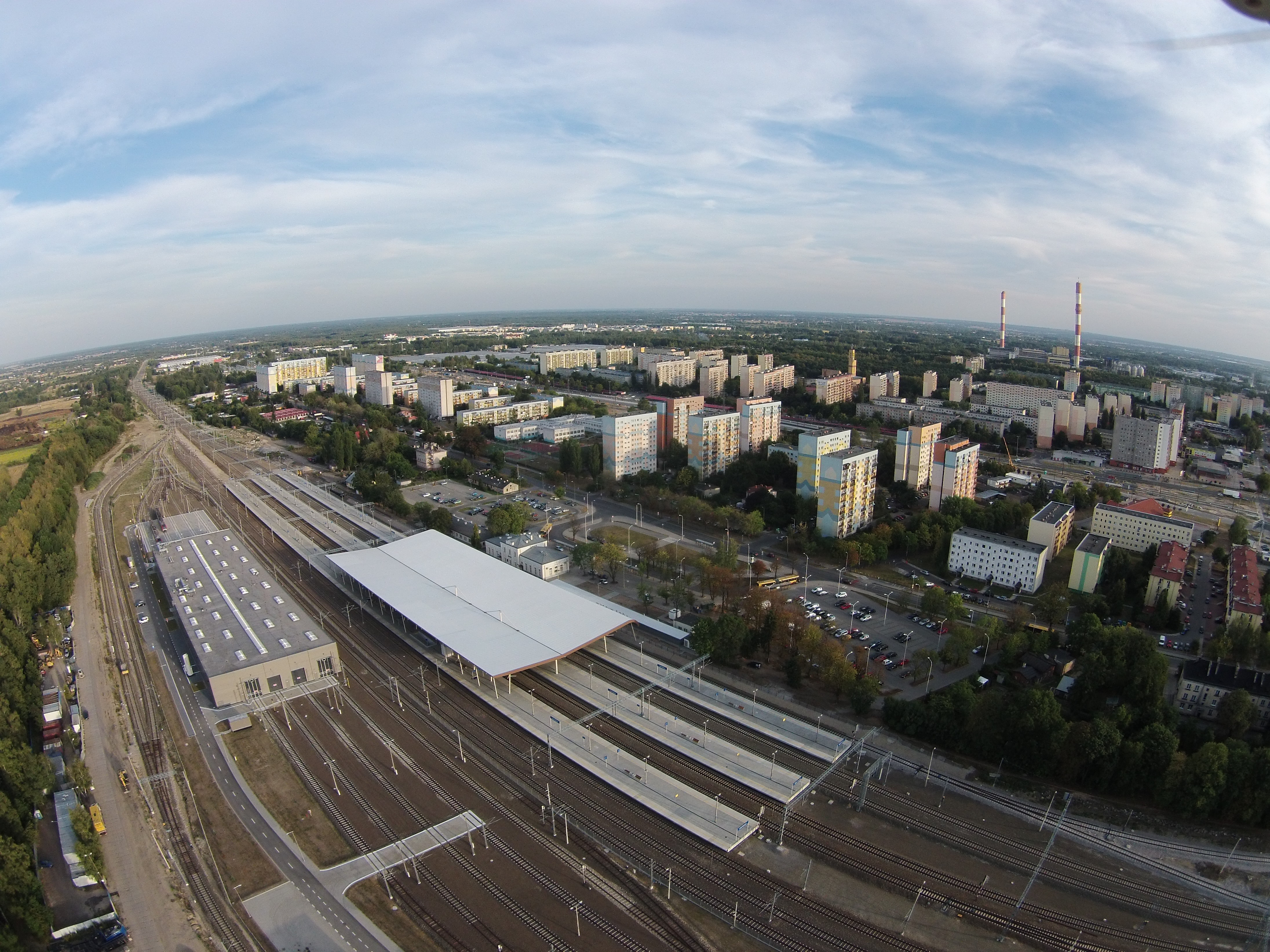
Stacja z lotu ptaka (2015)
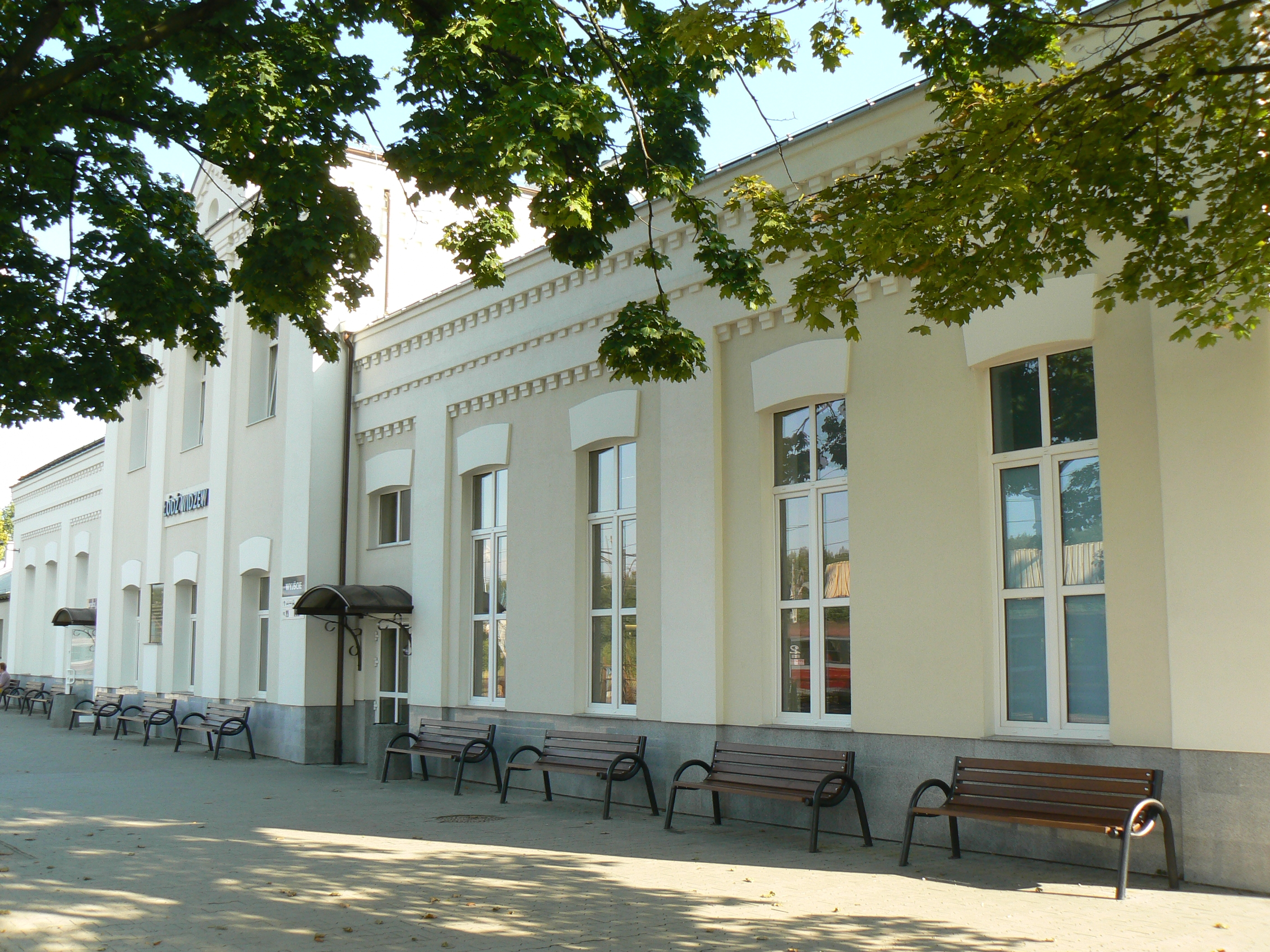
Budynek dworcowy po modernizacji, widok od strony peronów (2011)
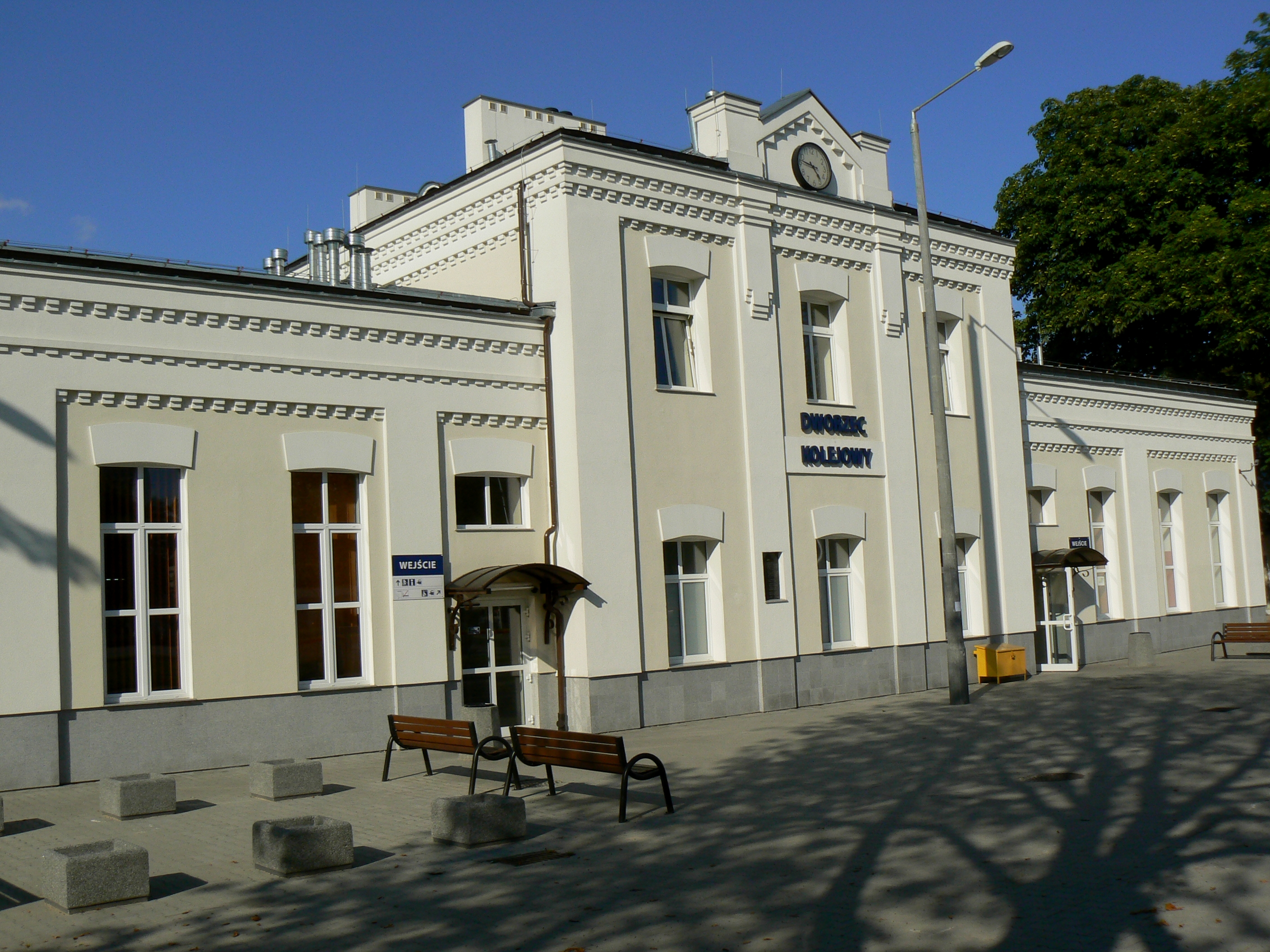
Budynek dworcowy po modernizacji, widok od frontu (2011)
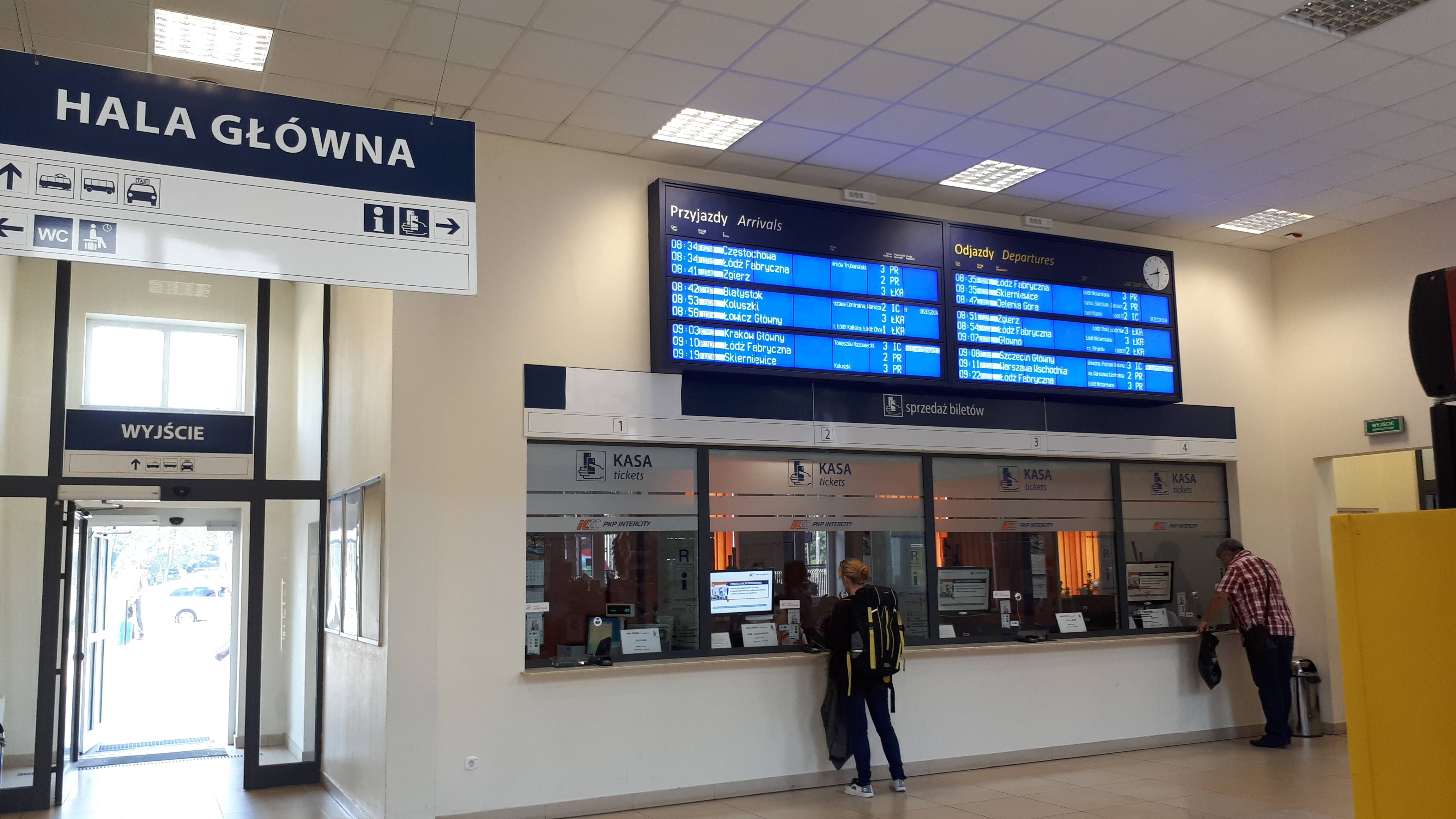
Stacja w środku (2018)
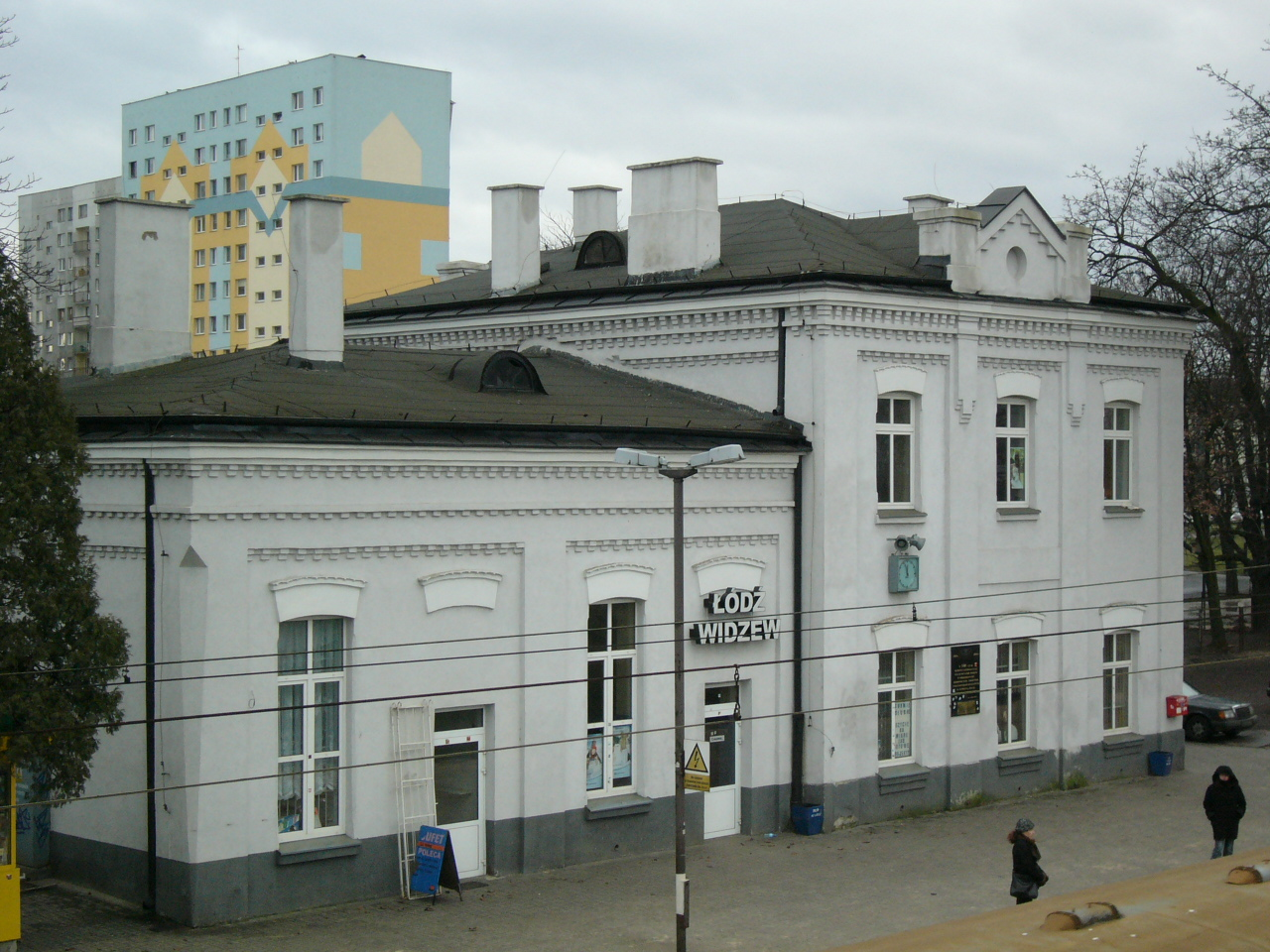
Dworzec przed modernizacją (2006)
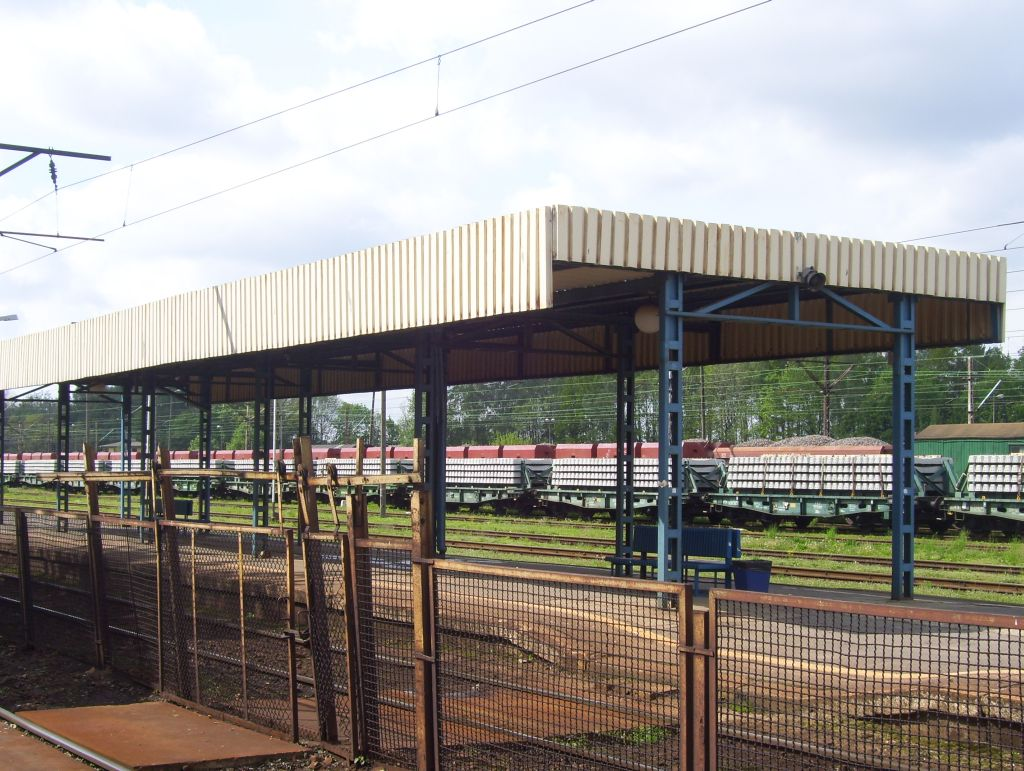
Nieistniejąca już wiata nad peronem 2 (2007)
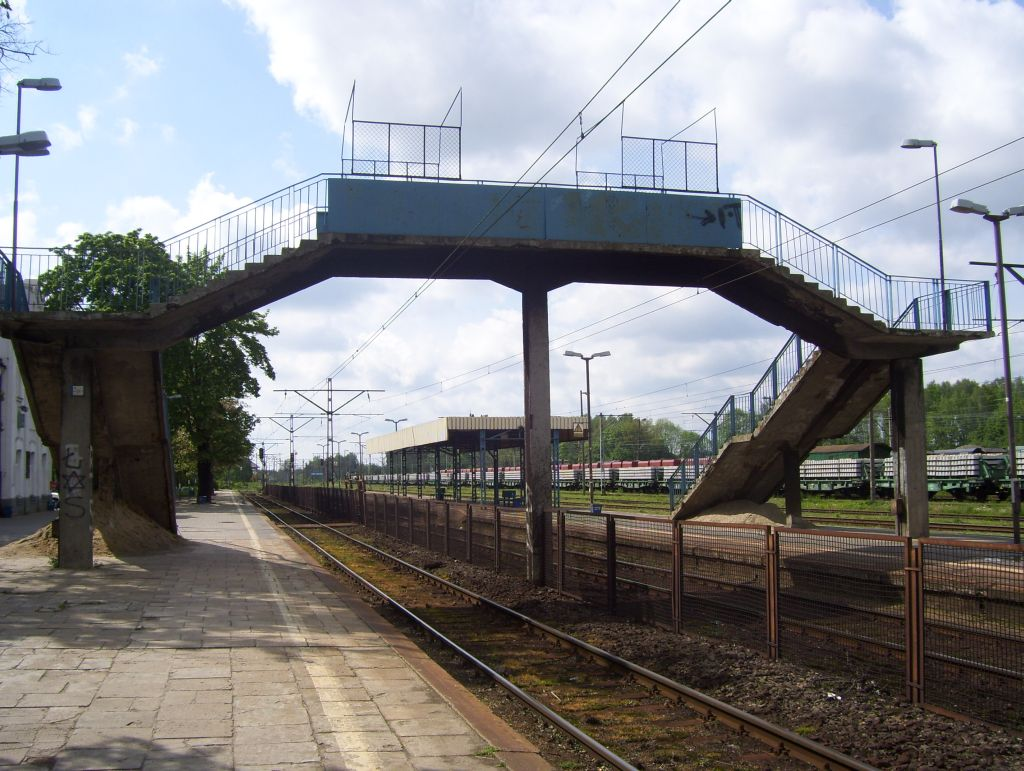
Nieistniejąca już kładka między peronami (2007)
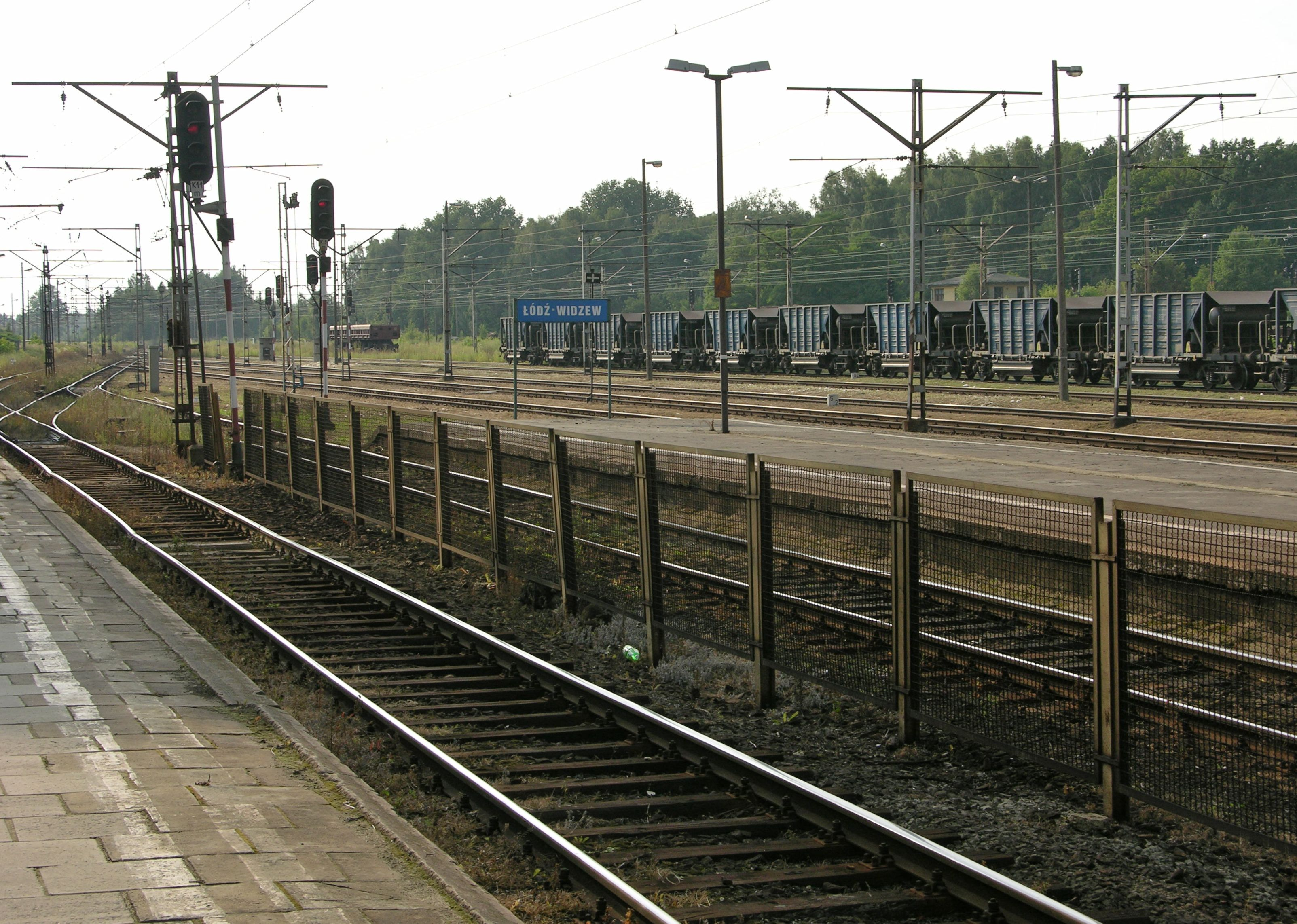
Perony przed modernizacją
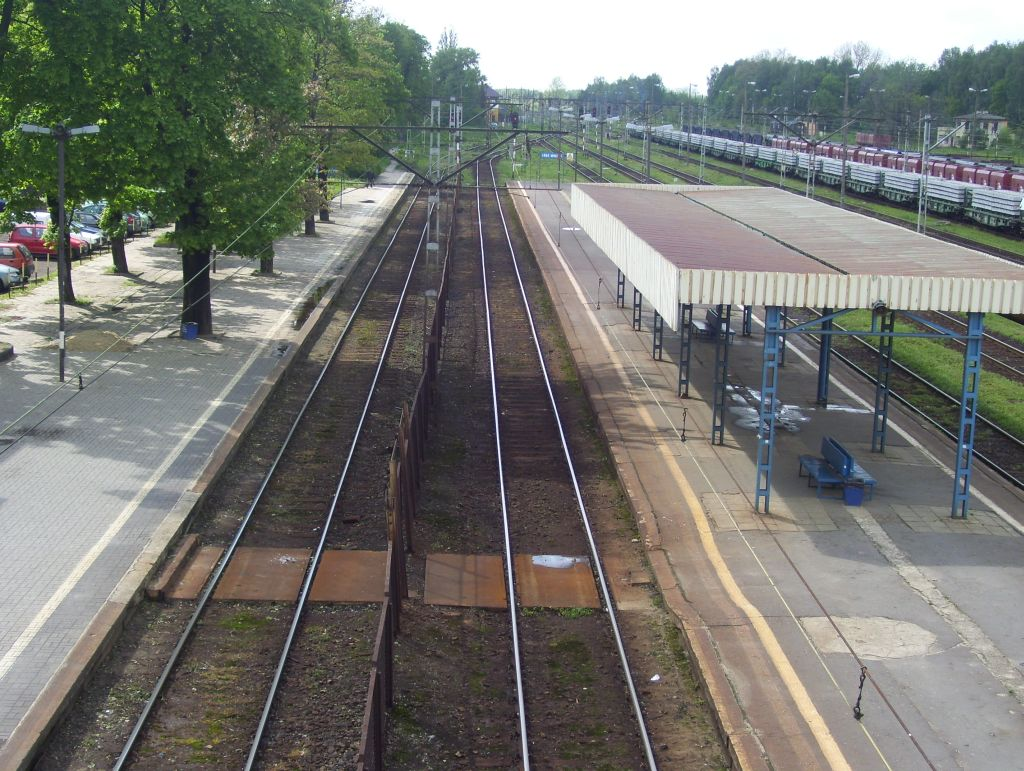
Perony – widok z kładki (2007)
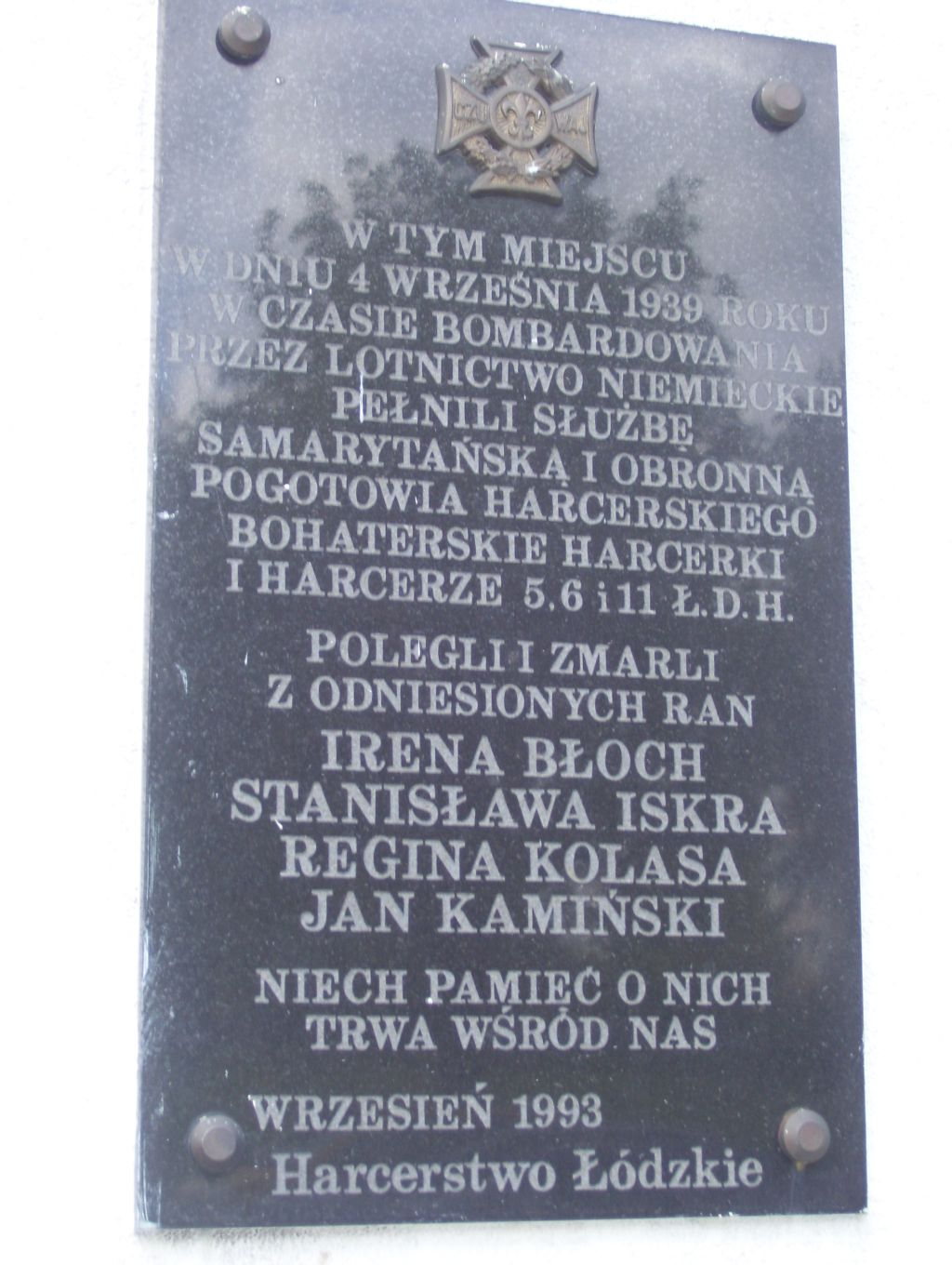
Tablica ku czci harcerzy poległych w 1939
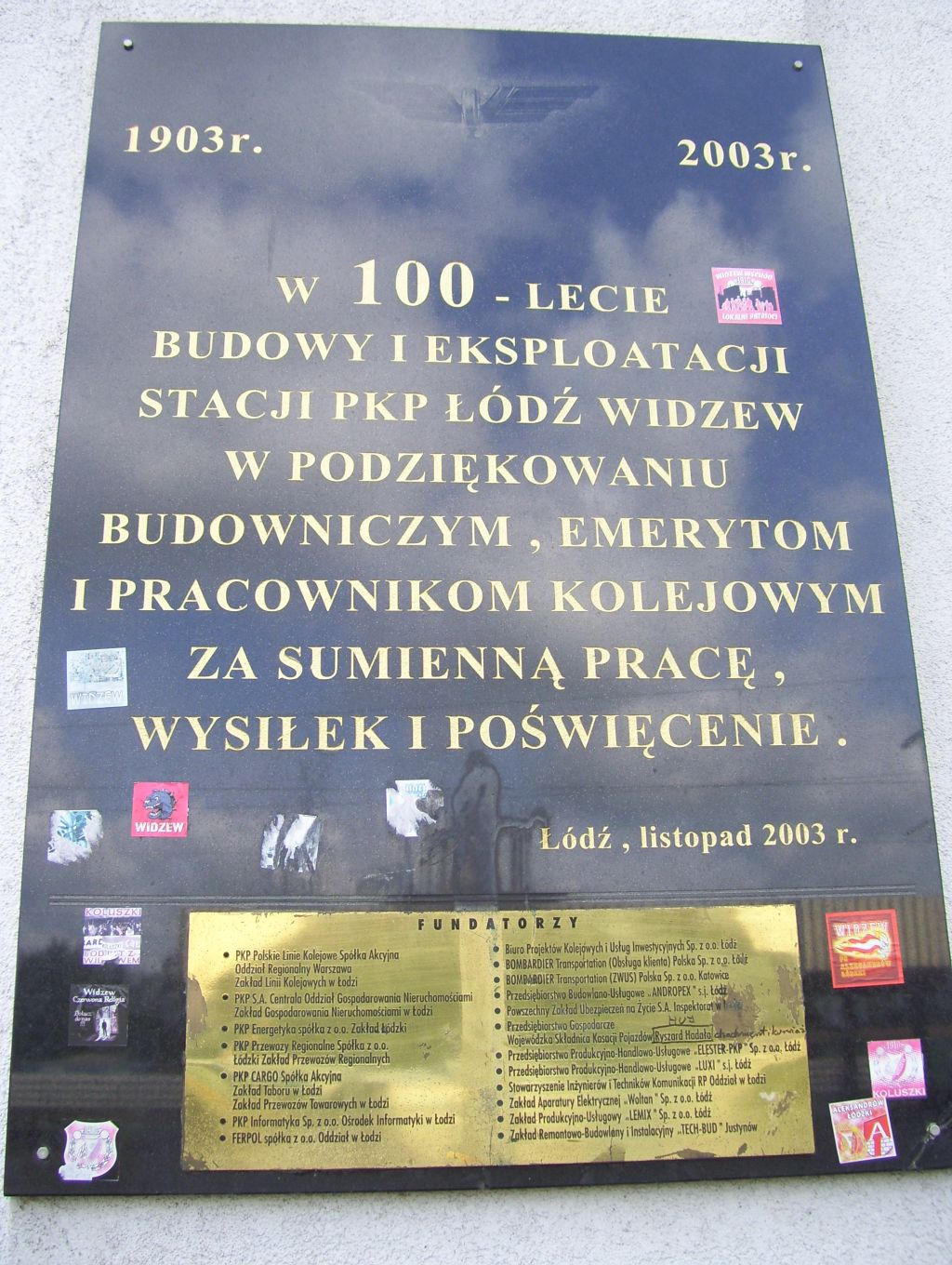
Tablica ku czci budowniczych stacji i pracowników kolei

| Łódź Widzew                            |  |                                    |
| Linia 16 Łódź Widzew – Kutno           |  |                                    |
|                                        |  | Łódź Stoki odległość: 2,608 km     |
| Linia 17 Łódź Fabryczna – Koluszki     |  |                                    |
| Łódź Niciarnianaodległość: 2,496 km    |  | Łódź Andrzejów odległość: 5,758 km |
| Linia 458 Łódź Fabryczna – Łódź Widzew |  |                                    |
| Łódź Niciarnianaodległość: 2,496 km    |  |                                    |
| Linia 540 Łódź Chojny – Łódź Widzew    |  |                                    |
| Łódź Dąbrowaodległość: 2,639 km        |  |                                    |
| Linia 541 Łódź Widzew – Łódź Olechów   |  |                                    |
|                                        |  | Łódź Olechów odległość: 6,333 km   |